# Enter the Phoenix
Enter the Phoenix, conocida en España como Una mafia de locos, es una película de acción de 2004 dirigida por Stephen Fung y protagonizada por Eason Chan, Daniel Wu, Karen Mok y Stephen Fung, con una aparición especial de Jackie Chan.

## Sinopsis
Cuando el pandillero Hung murió, sus dos seguidores, Cheung y Chapman To, fueron enviados a Tailandia para buscar a su hijo, Georgie Hung, con el fin de que sucediera a su padre. Georgie, que es gay y vive como cocinero con su novio Frankie, no está interesado en continuar con el trabajo de su padre. Pero su amigo cercano Sam adora la vida de los gánsteres y tomó el puesto en su lugar. Sam y Georgie regresan a Hong Kong con sus identidades intercambiadas.

## Reparto
- Eason Chan - Sam
- Daniel Wu - Georgie Hung
- Karen Mok - Julie Lui
- Chapman To - Chapman To
- Law Kar-ying - Cheung
- Stephen Fung - Cheng Chow
- Yuen Biao - padre de Georgie Hung
- Nicholas Tse - Cock Head
- Jackie Chan - señor Chan